# Floris Völkner
Floris Völkner (* 25. Mai 1976 in Berlin) ist ein deutscher Hockeyspieler und -trainer. Bis Juni 2013 trainierte er die Damen des Berliner Hockey-Club (BHC) in der ersten Bundesliga (Feld und Halle) und übernahm diese Tätigkeit im März 2019 wieder von seinem Vorgänger Florian Keller.

## Aktive Laufbahn
Völkner begann im Alter von sechs Jahren mit dem Hockeyspielen beim Berliner Hockey-Club und hielt seinem Verein über all die Jahre bis heute die Treue.
In der Jugend gewann er mit seiner Mannschaft zwei deutsche Meisterschaften. Seinen ersten Titel feierte er 1992 mit der Jugend B auf dem Feld. Im Finale gegen Rot-Weiß München agierte Völkner als Mittelfeldstratege und verwandelte im Siebenmeterschießen seinen Strafstoß sicher. Mit dem Hallen-Titel 1995 mit der Jugend A krönte Völkner seine Jugendlaufbahn und war auch hier als Abwehrchef und Torschütze im Finale gegen den Harvestehuder THC maßgeblich am Erfolg beteiligt.
Völkner wurde vom Deutschen Hockey-Bund in verschiedene Jugendauswahlmannschaften berufen und machte Länderspiele für die U18- und U21-Nationalmannschaft.
Noch während seiner Zeit als Jugendspieler war Völkner ab 1993 parallel in der Herrenmannschaft des BHC aktiv. In seinem ersten Jahr in der Bundesliga gelang ihm auch gleich sein erstes Tor beim Auswärtsspiel in Frankenthal. Beim folgenden Spiel gegen Dürkheim gab er sein Debüt in der Startelf. Dennoch endete die Saison mit dem bitteren Abstieg aus der Bundesliga. In der Folge konnte Völkner in den Jahren 1998 und 2004 zweimal mit dem Berliner Hockey-Club wieder in die höchste deutsche Spielklasse aufsteigen, wo der Verein bis heute spielt. In der Halle erreichte Völkner mit seiner Mannschaft mehrmals das Viertelfinale um die deutsche Meisterschaft, eine Teilnahme an einer Endrunde blieb ihm allerdings bis zum Ende verwehrt. Im Sommer 2004 beendete Völkner aus beruflichen Gründen seine aktive Laufbahn in der ersten Mannschaft.
Im Januar 1997 wurde der Hallenspezialist Völkner von Bundestrainer Paul Lissek für die 8. Hallen-Europameisterschaft im französischen Liévin nominiert. Die sehr junge Mannschaft um Spieler wie Christian Mayerhöfer, Philipp Crone und Björn Michel wurde souverän Europameister, im Finale siegte man 10:5 gegen Tschechien. Völkner absolvierte insgesamt 5 A-Länderspiele (Halle) und erzielte dabei 1 Tor.
Für seine sportlichen Erfolge wurde er 1998 von seinem Verein mit der Silbernen Ehrennadel des Berliner Hockey-Club geehrt.

## Trainerlaufbahn
Bereits während seiner Zeit als aktiver Bundesligaspieler widmete er sich auch der Trainertätigkeit. Zunächst betreute er über Jahre die 2. Damenmannschaft des Berliner Hockey-Club, mit der er in der Oberliga und Regionalliga aktiv war und zahlreiche Berliner Meisterschaften feierte.
Ab 2003 war er außerdem im weiblichen Nachwuchsbereich seines Vereins aktiv. Hier konnte er mit seinen Teams zwei deutsche Jugendmeisterschaften zu der großen Titelsammlung des BHC beisteuern. Im Jahr 2008 besiegte die weibliche Jugend B im Endspiel um die deutsche Hallenmeisterschaft den Lokalrivalen Zehlendorfer Wespen klar mit 6:1. Zwei Jahre später feierte die weibliche Jugend A gegen den gleichen Gegner einen hauchdünnen 2:1-Sieg.
Nachdem Völkner seine Trainerlaufbahn eigentlich beendet hatte, um sich auf den Beruf zu konzentrieren, kehrte er im Sommer 2012 spektakulär auf die Trainerbank zurück. Nachdem der Berliner Hockey-Club einen Übungsleiter für seine erfolgreiche erste Damenmannschaft suchte, bildete Völkner zur Feldsaison 2012/13 gemeinsam mit seinem Kollegen Marcel König das neue Trainerteam. Die Mannschaft um Rekordnationalspielerin Natascha Keller beendete die Hinrunde verlustpunktfrei und ging somit auch als Favorit in die Hallensaison. Hier gelang Völker im Februar 2013 als Bundesliga-Trainerneuling mit seinem Team das Kunststück, nicht nur die Endrunde vor eigenem Publikum in Berlin zu erreichen, sondern auch den 6. deutschen Hallenmeistertitel für die Damen des BHC zu erringen. Im Juni 2013 schließlich sicherten sich die Damen des BHC das Double durch ihren Erfolg bei der Endrunde zur deutschen Feldhockey-Meisterschaft in Hamburg.

## Privat
Völkner wuchs mit seinen Eltern, einer Schwester und einem Bruder in Zehlendorf im Süden Berlins auf. Er besuchte die Südgrundschule und legte 1995 sein Abitur auf dem Droste-Hülshoff-Gymnasium ab.
Völkner spielte in seiner frühesten Jugend neben Hockey auch Fußball beim TuS Makkabi Berlin. Außerdem ist er musikalisch begabt und spielt bis heute leidenschaftlich Klavier.
Am 30. April 2013 heiratete Völkner seine Verlobte Paula Deus in Berlin.

## Ausbildung & Beruf
Nach seinem Jurastudium an der HU Berlin, seinem Referendariat am Kammergericht und einem MBA an der Hochschule für Wirtschaft und Recht Berlin (HWR) arbeitet Völkner aktuell für einen internationalen Schienenfahrzeughersteller in Berlin.

## Belege
1. ↑  Berliner Morgenpost: Vier BHC-Spieler vor dem Absprung
2. ↑  Berliner Tagesspiegel: Hallenhockey – BHC ist deutscher Meister
3. ↑  Berliner Tagesspiegel: Triumph per Golden Goal – BHC holt Titel